# Aleksandra Orłowa
Aleksandra Andriejewna Orłowa (ros. Александра Андреевна Орлова; ur. 28 sierpnia 1997 w Moskwie) – rosyjska narciarka dowolna, specjalizująca się w skokach akrobatycznych, która starty w Pucharze Świata rozpoczęła w 2014 r. Występowała także w zawodach FIS Race oraz Pucharu Europy. Brała udział w Zimowych Igrzyskach Olimpijskich 2014 w Soczi, zajmując 20. miejsce. Na rozgrywanych cztery lata później igrzyskach w Pjongczangu była ósma.

## Osiągnięcia

### Igrzyska olimpijskie
| Miejsce | Dzień     | Rok  | Miejscowość | Konkurencja        | Wynik     | Zwyciężczyni  | Źródło |
| ------- | --------- | ---- | ----------- | ------------------ | --------- | ------------- | ------ |
| 20.     | 14 lutego | 2014 | Roza Chutor | Skoki akrobatyczne | 55.75 pkt | Ałła Cuper    | [ 1 ]  |
| 8.      | 16 lutego | 2018 | Pjongczang  | Skoki akrobatyczne | 61.25 pkt | Hanna Huśkowa |        |

### Mistrzostwa świata
| Miejsce | Dzień    | Rok  | Miejscowość   | Konkurencja        | Zwyciężczyni    |
| ------- | -------- | ---- | ------------- | ------------------ | --------------- |
| 16.     | 10 marca | 2017 | Sierra Nevada | Skoki akrobatyczne | Ashley Caldwell |

### Puchar Świata

#### Pozycje w klasyfikacji generalnej
| Sezon     | Miejsce | Punkty |
| --------- | ------- | ------ |
| 2013/2014 | 102     | 12,00  |
| 2015/2016 | 22      | 40,33  |
| 2016/2017 | 30      | 32,57  |
| 2017/2018 | 44      | 29,33  |

#### Miejsca na podium w zawodach
1. Deer Valley – 4 lutego 2016 (skoki) - 3. miejsce
2. Moskwa – 6 stycznia 2018 (skoki) - 3. miejsce

#### Pozycje w poszczególnych zawodach (skoki akrobatyczne)
| Sezon 2013/2014                                                       |             |                   |                      |                   |            |        |        |        |        |        |        |        |         |         |         |         |         |         |         |    |
| Beidahu 15.12                                                         | Pekin 21.12 | Deer Valley 10.01 | Val Saint-Come 14.01 | Lake Placid 18.01 | Mińsk 1.03 | Punkty | Punkty | Punkty | Punkty | Punkty | Punkty | Punkty | Pozycja | Pozycja | Pozycja | Pozycja | Pozycja | Pozycja | Pozycja |    |
| -                                                                     | -           | 15                | 5                    | 31                | -          | 61     | 61     | 61     | 61     | 61     | 61     | 61     | 61      | 20      | 20      | 20      | 20      | 20      | 20      | 20 |
| Legenda                                                               |             |                   |                      |                   |            |        |        |        |        |        |        |        |         |         |         |         |         |         |         |    |
| 1 2 3 4-10 11-30 31-100 wyniki anulowane - – zawodnik nie wystartował |             |                   |                      |                   |            |        |        |        |        |        |        |        |         |         |         |         |         |         |         |    |